# Daúd Gazale
Daúd Jared Gazale Álvarez (Concepción, 10 agosto 1984) è un calciatore cileno di origine palestinese, attaccante del Colo-Colo.

## Carriera

### Club
Durante la sua carriera ha giocato con varie squadre di club, tra cui il Colo-Colo.

### Nazionale
Conta varie presenze con la Nazionale cilena.